# 21430 Brubrew
A 21430 Brubrew (ideiglenes jelöléssel 1998 FG107) a Naprendszer kisbolygóövében található aszteroida. A LINEAR projekt keretében fedezték fel 1998. március 31-én.